# Domu Narita
Domu Narita (jap. 成田童夢 Narita Domu; ur. 22 września 1985 r.) – japoński snowboardzista. Jego najlepszym wynikiem olimpijskim jest 35. miejsce w halfpipe’ie na igrzyskach w Turynie. Na mistrzostwach świata najlepszy wynik uzyskał na mistrzostwach w Whistler, gdzie zajął 10. miejsce w halfpipe’ie. W Pucharze Świata w sezonie 2002/2003 był trzeci w klasyfikacji halfpipe’a.

## Sukcesy

### Igrzyska olimpijskie
| Miejsce | Dzień     | Rok  | Miejscowość | Konkurencja | Zwycięzca   |
| ------- | --------- | ---- | ----------- | ----------- | ----------- |
| 35.     | 12 lutego | 2006 | Turyn       | Halfpipe    | Shaun White |

### Mistrzostwa Świata
| Miejsce | Dzień       | Rok  | Miejscowość | Konkurencja | Zwycięzca     |
| ------- | ----------- | ---- | ----------- | ----------- | ------------- |
| 11.     | 17 stycznia | 2003 | Kreischberg | Halfpipe    | Markus Keller |
| 10.     | 22 stycznia | 2005 | Whistler    | Halfpipe    | Antti Autti   |

### Puchar Świata

#### Miejsca w klasyfikacji generalnej
- 2000/2001 – –
- 2001/2002 – –
- 2002/2003 – –
- 2003/2004 – –
- 2004/2005 – –
- 2005/2006 – 34.

#### Miejsca na podium
1. Whistler – 19 grudnia 2002 (halfpipe) – 1. miejsce
2. Sapporo – 1 marca 2003 (halfpipe) – 3. miejsce
3. Stoneham – 20 grudnia 2003 (halfpipe) – 3. miejsce
4. Bardonecchia – 10 lutego 2005 (halfpipe) – 3. miejsce
5. Whistler – 11 grudnia 2005 (halfpipe) – 1. miejsce